# Злагна (Караш-Северін)
Злагна (рум. Zlagna) — село у повіті Караш-Северін в Румунії. Входить до складу комуни Турну-Руєнь.
Село розташоване на відстані 316 км на захід від Бухареста, 33 км на схід від Решиці, 93 км на південний схід від Тімішоари.

## Населення
За даними перепису населення 2002 року у селі проживала 351 особа, усі — румуни. Усі жителі села рідною мовою назвали румунську.